# Roger Gaignard
Roger Gaignard   (12è districte de París, 13 d'abril de 1933 - Poissy, 9 d'agost de 2024) va ser un ciclista francès, que fou professional entre 1958 i 1967. Del seu palmarès destaquen sis campionats nacionals de velocitat i dues medalles als Campionats del món de la mateixa especialitat.

## Palmarès
- 1956
  -  Campió de França de velocitat
- 1957
  -  Campió de França de velocitat
- 1958
  -  Campió de França de velocitat
  - 1r al Gran Premi de l'UCI
- 1963
  -  Campió de França de velocitat
- 1964
  -  Campió de França de velocitat
- 1965
  -  Campió de França de velocitat